# 野沢温泉村

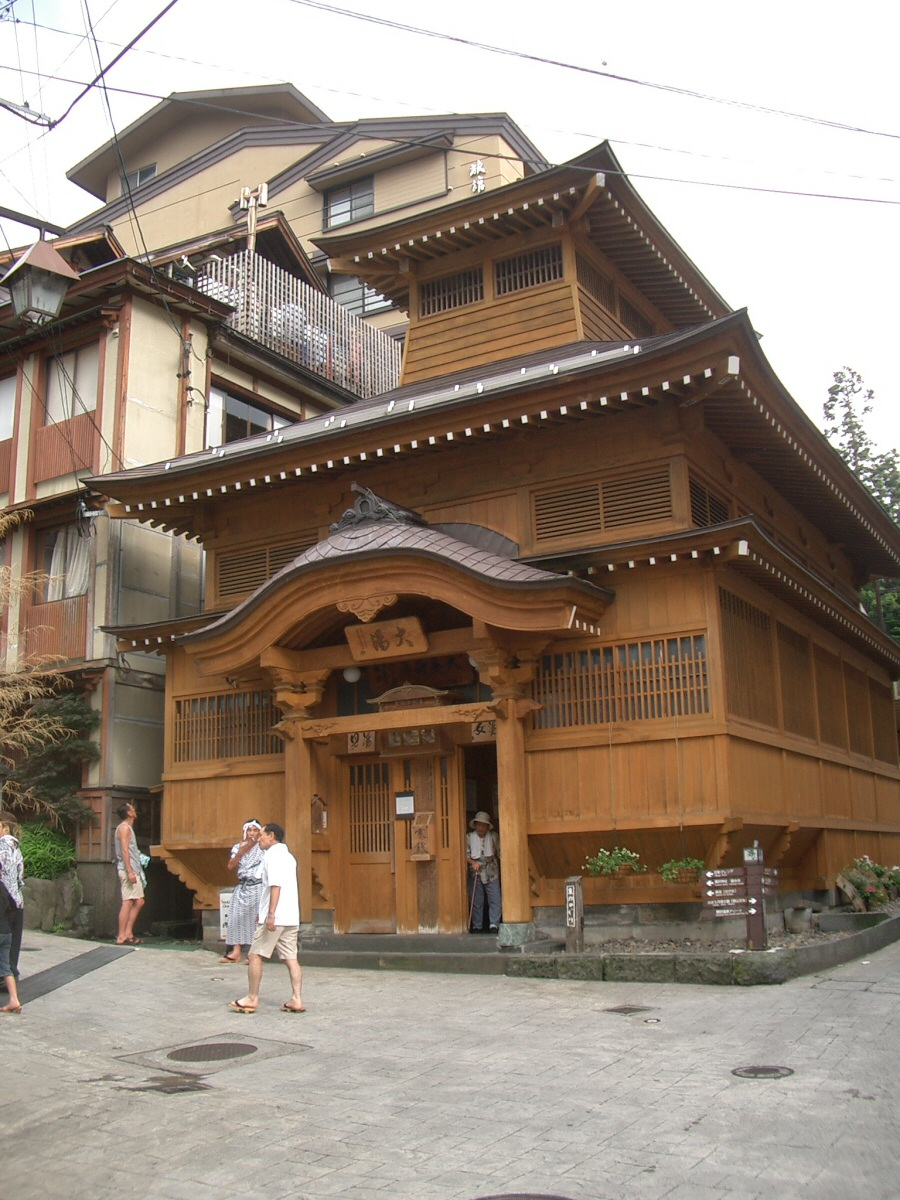
野沢温泉共同浴場「大湯」

野沢温泉村（のざわおんせんむら）は、長野県の北東部に位置する村。野沢温泉で知られる。

## 地理
村の南側は毛無山の尾根で木島平村、西側は千曲川を隔てて飯山市、北側と東側は高倉山の尾根境から毛無山東斜面を境に栄村と接する。海抜は村北部の明石の300mから南部の毛無山の1,650mまで高低差が大きく起伏に富んだ地形である。村土は約半分が山林となっており、一部は上信越高原国立公園の指定を受けている。
- 山：毛無山
- 河川：千曲川、湯沢川、池の沢川

### 隣接している自治体
- 飯山市
- 下高井郡：木島平村
- 下水内郡：栄村

## 気候
寒暖の差が大きく気温の年較差、日較差が大きい顕著な大陸性気候である。降雪量が多く、周辺の自治体と同様に特別豪雪地帯に指定されている。
| 野沢温泉（1991年 - 2020年）の気候  | 野沢温泉（1991年 - 2020年）の気候 | 野沢温泉（1991年 - 2020年）の気候 | 野沢温泉（1991年 - 2020年）の気候 | 野沢温泉（1991年 - 2020年）の気候 | 野沢温泉（1991年 - 2020年）の気候 | 野沢温泉（1991年 - 2020年）の気候 | 野沢温泉（1991年 - 2020年）の気候 | 野沢温泉（1991年 - 2020年）の気候 | 野沢温泉（1991年 - 2020年）の気候 | 野沢温泉（1991年 - 2020年）の気候 | 野沢温泉（1991年 - 2020年）の気候 | 野沢温泉（1991年 - 2020年）の気候 | 野沢温泉（1991年 - 2020年）の気候 |
| 月                                 | 1月                               | 2月                               | 3月                               | 4月                               | 5月                               | 6月                               | 7月                               | 8月                               | 9月                               | 10月                              | 11月                              | 12月                              | 年                                |
| ---------------------------------- | --------------------------------- | --------------------------------- | --------------------------------- | --------------------------------- | --------------------------------- | --------------------------------- | --------------------------------- | --------------------------------- | --------------------------------- | --------------------------------- | --------------------------------- | --------------------------------- | --------------------------------- |
| 最高気温記録 °C （°F）             | 12.9 (55.2)                       | 16.2 (61.2)                       | 20.7 (69.3)                       | 28.7 (83.7)                       | 30.8 (87.4)                       | 33.0 (91.4)                       | 34.6 (94.3)                       | 36.4 (97.5)                       | 34.4 (93.9)                       | 30.4 (86.7)                       | 22.4 (72.3)                       | 19.3 (66.7)                       | 36.4 (97.5)                       |
| 平均最高気温 °C （°F）             | 1.7 (35.1)                        | 2.6 (36.7)                        | 6.7 (44.1)                        | 14.1 (57.4)                       | 20.8 (69.4)                       | 23.9 (75)                         | 27.5 (81.5)                       | 28.9 (84)                         | 24.1 (75.4)                       | 17.8 (64)                         | 11.4 (52.5)                       | 4.7 (40.5)                        | 15.4 (59.7)                       |
| 日平均気温 °C （°F）               | −1.6 (29.1)                       | −1.3 (29.7)                       | 1.9 (35.4)                        | 8.0 (46.4)                        | 14.4 (57.9)                       | 18.4 (65.1)                       | 22.3 (72.1)                       | 23.3 (73.9)                       | 19.0 (66.2)                       | 12.7 (54.9)                       | 6.4 (43.5)                        | 0.9 (33.6)                        | 10.4 (50.7)                       |
| 平均最低気温 °C （°F）             | −4.7 (23.5)                       | −4.9 (23.2)                       | −1.9 (28.6)                       | 3.2 (37.8)                        | 9.2 (48.6)                        | 14.2 (57.6)                       | 18.6 (65.5)                       | 19.5 (67.1)                       | 15.3 (59.5)                       | 8.9 (48)                          | 2.6 (36.7)                        | −2.1 (28.2)                       | 6.5 (43.7)                        |
| 最低気温記録 °C （°F）             | −13.3 (8.1)                       | −15.5 (4.1)                       | −10.7 (12.7)                      | −5.7 (21.7)                       | 0.2 (32.4)                        | 3.9 (39)                          | 11.3 (52.3)                       | 10.2 (50.4)                       | 4.8 (40.6)                        | −1.4 (29.5)                       | −5.3 (22.5)                       | −11.6 (11.1)                      | −15.5 (4.1)                       |
| 降水量 mm （inch）                 | 253.5 (9.98)                      | 173.9 (6.846)                     | 121.6 (4.787)                     | 77.2 (3.039)                      | 84.2 (3.315)                      | 123.1 (4.846)                     | 179.6 (7.071)                     | 150.4 (5.921)                     | 144.0 (5.669)                     | 139.6 (5.496)                     | 119.4 (4.701)                     | 215.9 (8.5)                       | 1,781.7 (70.146)                  |
| 降雪量 cm （inch）                 | 366 (144.1)                       | 282 (111)                         | 170 (66.9)                        | 35 (13.8)                         | 0 (0)                             | 0 (0)                             | 0 (0)                             | 0 (0)                             | 0 (0)                             | 0 (0)                             | 16 (6.3)                          | 223 (87.8)                        | 1,087 (428)                       |
| 平均降水日数 （≥1.0 mm）           | 22.1                              | 17.7                              | 16.7                              | 11.1                              | 10.5                              | 11.9                              | 13.7                              | 11.7                              | 12.7                              | 12.1                              | 14.4                              | 18.9                              | 174.0                             |
| 平均月間日照時間                   | 58.9                              | 73.4                              | 111.5                             | 166.9                             | 205.8                             | 156.0                             | 155.5                             | 189.5                             | 133.7                             | 129.1                             | 106.9                             | 75.8                              | 1,562.9                           |
| 出典1：Japan Meteorological Agency |                                   |                                   |                                   |                                   |                                   |                                   |                                   |                                   |                                   |                                   |                                   |                                   |                                   |
| 出典2：気象庁                      |                                   |                                   |                                   |                                   |                                   |                                   |                                   |                                   |                                   |                                   |                                   |                                   |                                   |

## 歴史
- 1272年 (鎌倉時代中期文永9年) - 「湯山村」として記録されている。
- 1837年（江戸時代初期天保8年） - 天領として湯治宿が24軒あった。
- 1889年（明治22年）4月1日 - 町村制の施行により、下高井郡坪山村・豊郷村の区域をもって豊郷村が発足。
- 1892年（明治25年）10月14日 - 柏尾・北原新田・重地原が下高井郡高野村に編入。
- 1953年（昭和28年）8月18日 - 野沢温泉村に改称。
- 1955年（昭和30年）4月1日 - 飯山市の一部（前坂）を編入。
- 1956年（昭和31年）9月30日 - 市川村と新設合併し、改めて野沢温泉村が発足。

## 人口
| |                                            |  |
| 野沢温泉村と全国の年齢別人口分布（2005年） | 野沢温泉村の年齢・男女別人口分布（2005年） |  |
| ■紫色 ― 野沢温泉村 ■緑色 ― 日本全国 | ■青色 ― 男性 ■赤色 ― 女性                  |  |
| 野沢温泉村（に相当する地域）の人口の推移 \| 1970年（昭和45年） \| 5,155人 \| \| \| 1975年（昭和50年） \| 5,044人 \| \| \| 1980年（昭和55年） \| 4,966人 \| \| \| 1985年（昭和60年） \| 4,884人 \| \| \| 1990年（平成2年） \| 4,816人 \| \| \| 1995年（平成7年） \| 4,828人 \| \| \| 2000年（平成12年） \| 4,610人 \| \| \| 2005年（平成17年） \| 4,259人 \| \| \| 2010年（平成22年） \| 3,853人 \| \| \| 2015年（平成27年） \| 3,479人 \| \| \| 2020年（令和2年） \| 3,279人 \| \| |                                            |  |
| 総務省統計局 国勢調査より |                                            |  |
| 1970年（昭和45年） | 5,155人                                    |  |
| 1975年（昭和50年） | 5,044人                                    |  |
| 1980年（昭和55年） | 4,966人                                    |  |
| 1985年（昭和60年） | 4,884人                                    |  |
| 1990年（平成2年） | 4,816人                                    |  |
| 1995年（平成7年） | 4,828人                                    |  |
| 2000年（平成12年） | 4,610人                                    |  |
| 2005年（平成17年） | 4,259人                                    |  |
| 2010年（平成22年） | 3,853人                                    |  |
| 2015年（平成27年） | 3,479人                                    |  |
| 2020年（令和2年） | 3,279人                                    |  |

## 行政
- 村長 - 上野雄大（2025年3月30日就任）
- 指定金融機関 - ながの農業協同組合（合併にともない、旧北信州みゆき農業協同組合より継承）

## 議会

### 村議会
- 定数は8。任期は2009年4月1日 - 2013年3月31日。

### 長野県議会（中野市下高井郡選挙区）
- 定数：2人
- 任期：2023年（令和5年）4月30日 - 2027年（令和9年）4月29日
- 丸山栄一（自由民主党）、小林東一郎（無所属）

### 衆議院
- 任期：2024年（令和6年）10月27日 - 2028年（令和10年）10月26日（「第50回衆議院議員総選挙」参照）

| 選挙区                                                                      | 議員名 | 党派名     | 当選回数 | 備考   |
| --------------------------------------------------------------------------- | ------ | ---------- | -------- | ------ |
| 長野県第1区（長野市、須坂市、中野市、飯山市、上高井郡、下高井郡、下水内郡） | 篠原孝 | 立憲民主党 | 8        | 選挙区 |

## 地域社会と経済

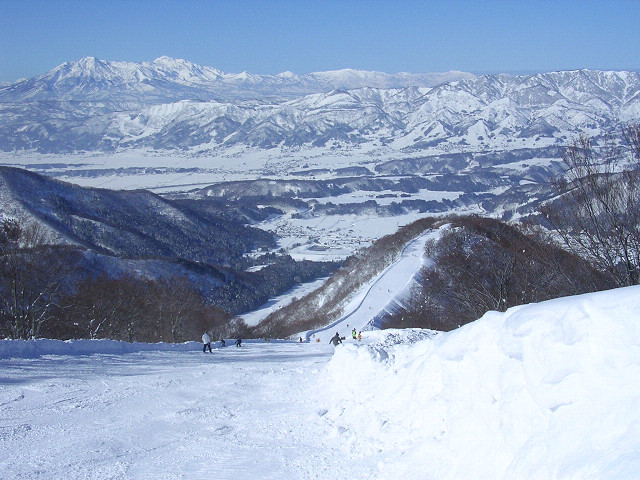
野沢温泉スキー場

村役場による行政以外に、江戸時代から続く自治組織「野沢組」 が存在している。住民から組合費を集めて温泉の管理や除雪、水路の修繕、道祖神祭の運営などを行う。惣代は1年交代の制度で、無報酬だった。
野沢温泉村の主産業は観光である。1990年代から2000年代にかけてスキー離れなどで観光客数は低迷し、旅館・民宿の廃業が相次いだ。2010年代になると外国人の観光客が増え、オーストラリア人など外国人が閉鎖された旅館・民宿を引き継いで再開したり、飲食店を開業したりするようになり、その数は50軒～60軒と村全体の1割から2割を占めるまで増加した。村の仲介で外国人の観光事業者と既存村民が懇談・協力するようになり、野沢組に組合費を払ったり、加入したりする外国人もいる。

## 姉妹都市・提携都市
- 御宿町（千葉県） - 1997年（平成9年）2月26日姉妹都市提携[5]。
- サンクト・アントン村（オーストリア共和国チロル州） - 1971年（昭和46年）2月7日姉妹村提携[5]。
- 稲城市（東京都） - 2015年（平成27年）11月17日友好都市協定[6][7]。

## 教育
- 野沢温泉村立野沢温泉中学校
- 野沢温泉村立野沢温泉小学校

## 交通

### 鉄道
村内に鉄道路線、鉄道駅はない。
鉄道を使って村を訪れる場合は、JR東日本北陸新幹線・飯山線の飯山駅からバスを利用する。地区によっては飯山線の戸狩野沢温泉駅や上境駅、上桑名川駅、桑名川駅などが近い場合もある。いずれの駅も千曲川対岸の飯山市に位置する。

### 道路
一般国道
- 国道117号
  - 東大滝橋
- 国道403号
  - 市川橋

県道
- 長野県道38号飯山野沢温泉線
- 長野県道353号野沢上境停車場線

### 路線バス
- のざわ温泉交通 - 温泉街と飯山駅を結ぶ直通バス「野沢温泉ライナー」や明石地区を結ぶ「湯の花号」を運行
- 長電バス - 温泉街から木島平村を経由して飯山駅までを結ぶ路線バス、冬季に長野・新潟県境の斑尾高原や山ノ内町の地獄谷野猿公苑までを結ぶ急行バス、関西方面を結ぶ高速バスを運行
- 南海バス - 上記の高速バスを長電バスと共同運行

## 名所・旧跡・観光スポット・祭事・催事
- 野沢温泉
- 野沢温泉スキー場
- 日本スキー博物館
- おぼろ月夜の館・斑山文庫
- 巣鷹湖
- 薬王山 健命寺
- 湯沢神社

岡本太郎・乙女の像（野沢温泉村役場前広場）

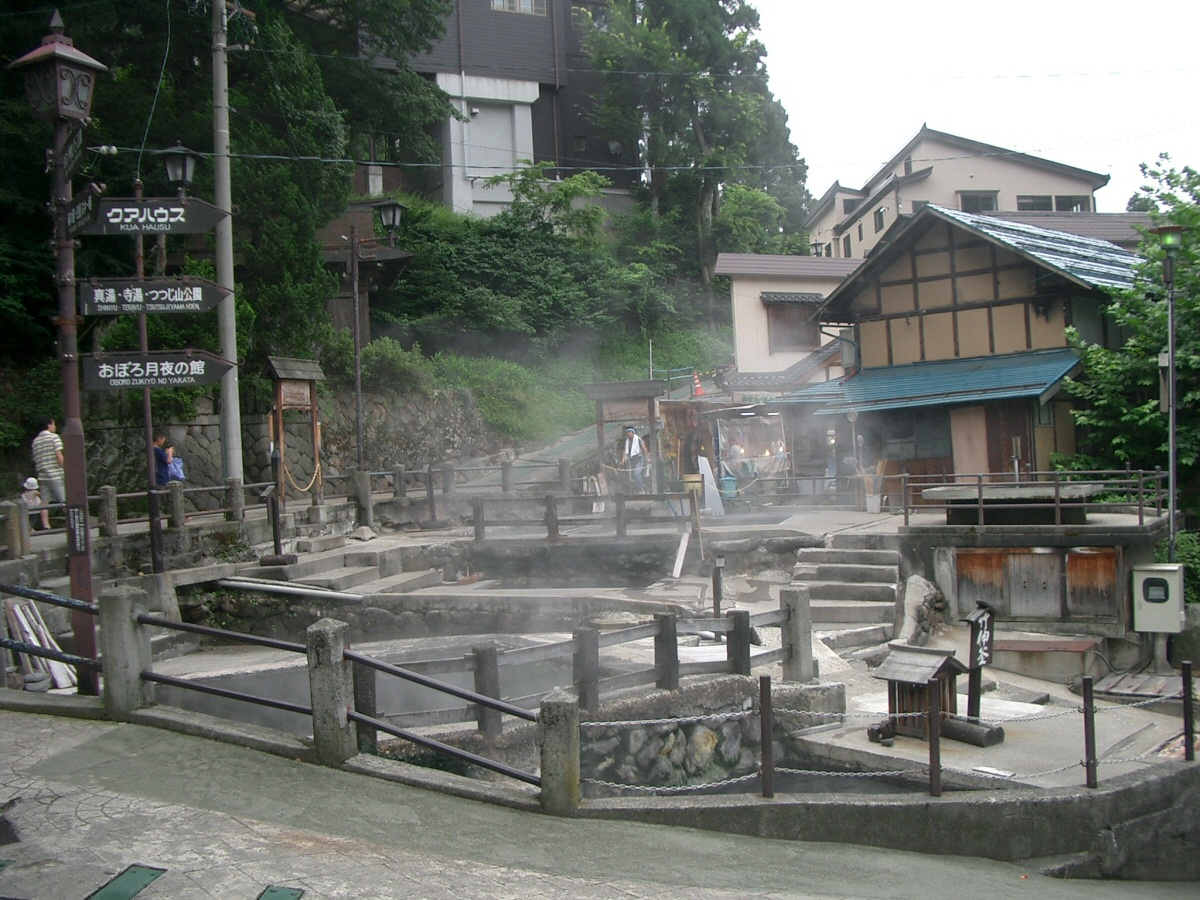
野沢温泉・麻釜

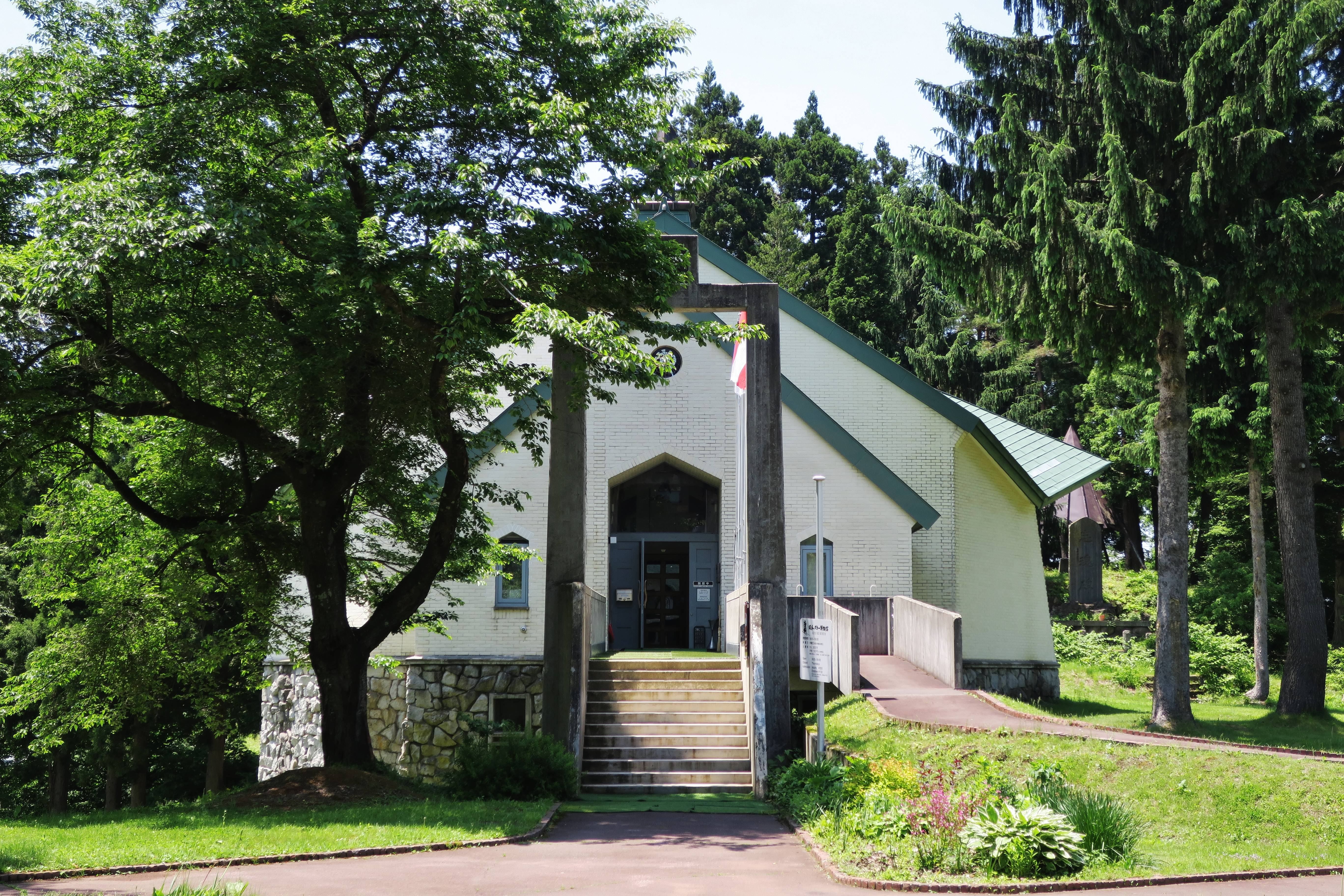
日本スキー博物館

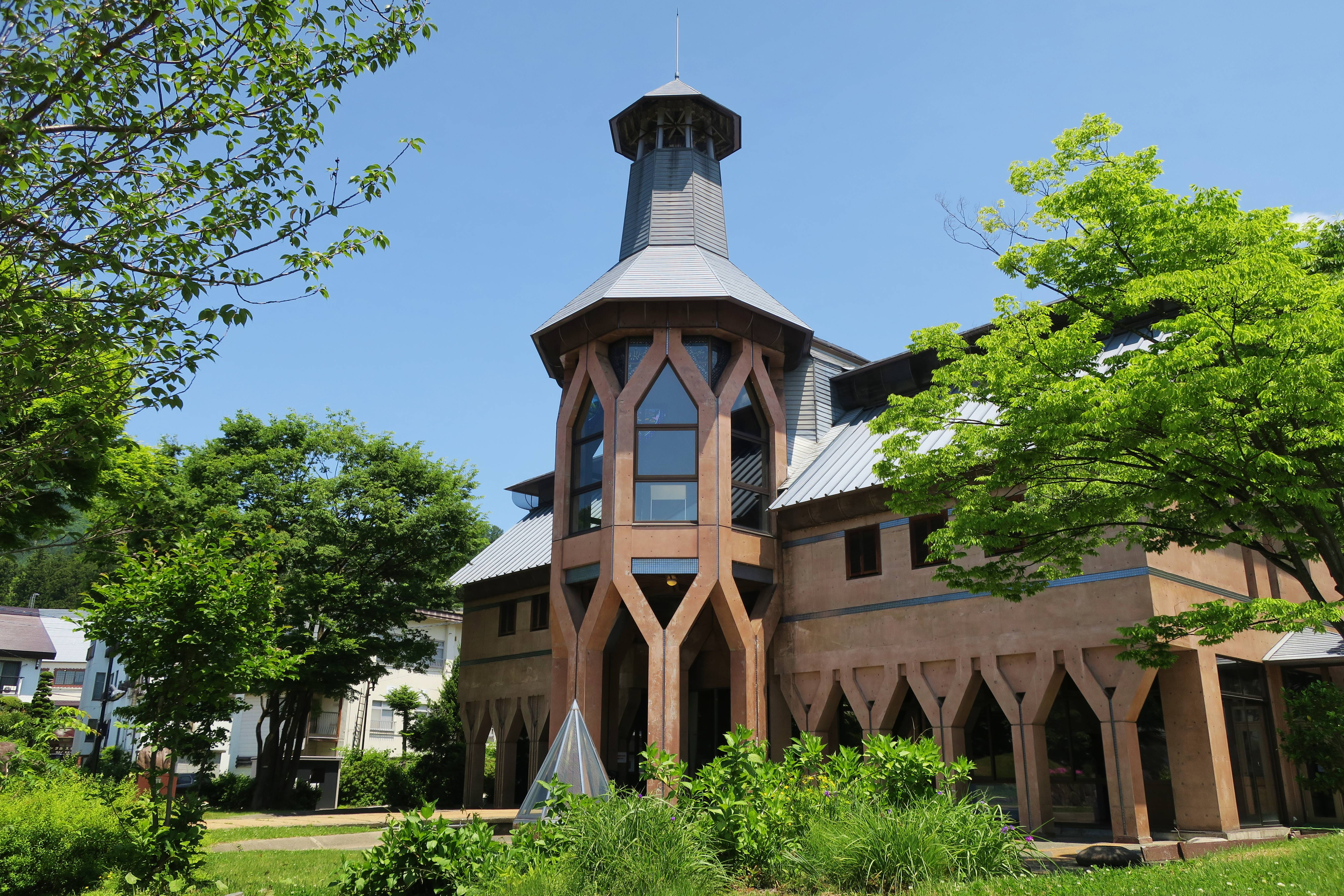
おぼろ月夜の館・斑山文庫

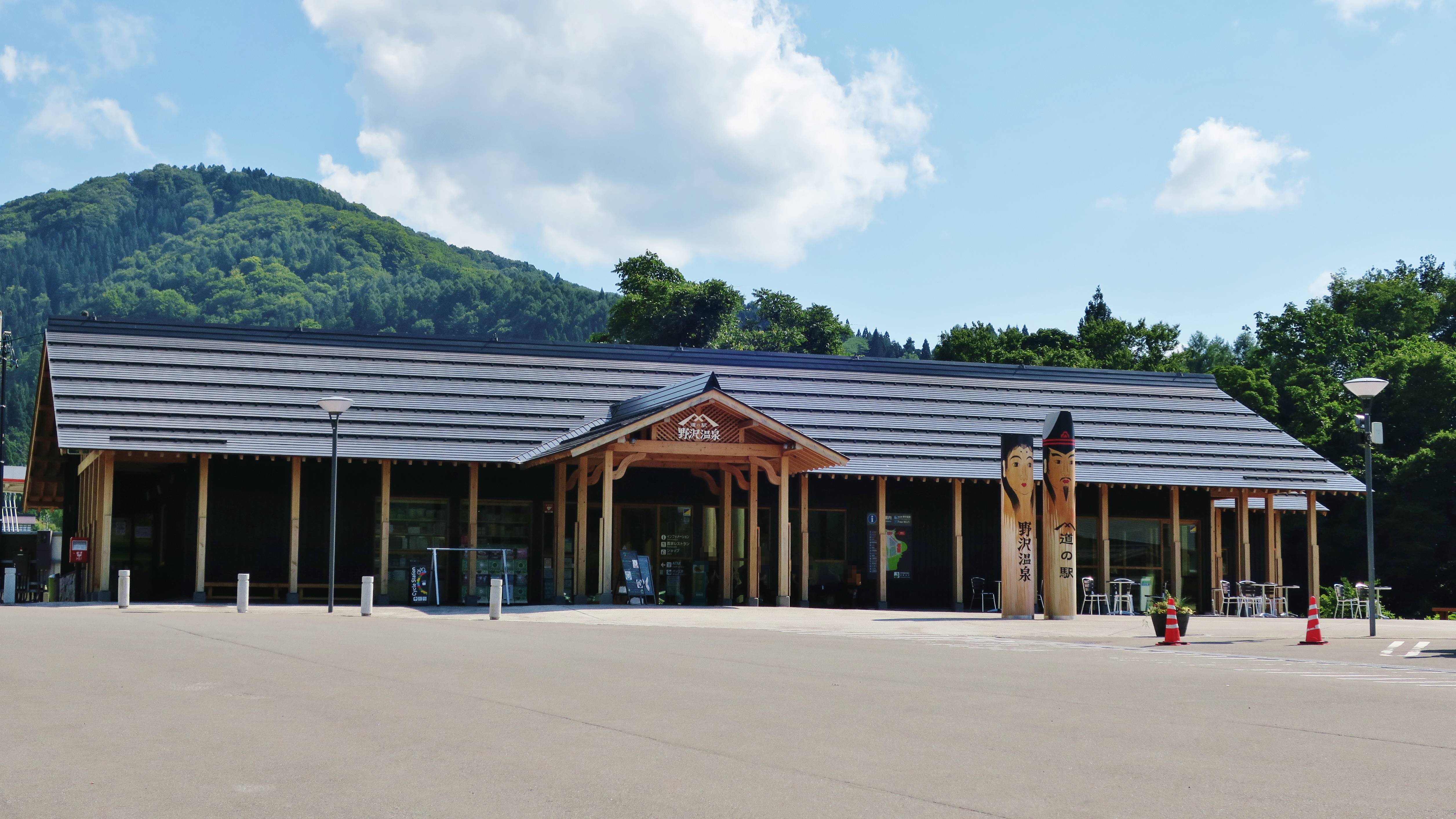
道の駅野沢温泉

- 道祖神祭り（毎年1月15日、重要無形民俗文化財）[9]
- 湯沢神社の灯篭祭り（毎年9月8日）
- 道の駅野沢温泉

## 出身有名人
- 斎藤三郎（野球史研究家、石川啄木研究家）
- 森克己（歴史学者）
- 河野孝典（スキーノルディック複合・アルベールビルオリンピック金メダリスト）
- 森敏（スキーノルディック複合・長野オリンピック、ソルトレークシティオリンピック代表）
- 森徹（フリースタイルスキー・モーグル・1997年フリースタイルスキー世界選手権代表）
- 富井彦（スキーノルディック複合・長野オリンピック、ソルトレイクシティオリンピック代表）
- 畔上沙那（スキーノルディック複合）
- 西方仁也（スキージャンプ・リレハンメルオリンピック銀メダリスト）
- 西方千春（スキージャンプ）
- 西方俊也（スキージャンプ）
- 畔上大地（クロスカントリースキー）
- 上野雄大（フリースタイルスキー・ハーフパイプ・2006ワールドカップ4位）
- 牛抱せん夏（女優、怪談師）

## ゆかりの人物
- 高野辰之（国文学者）
- 岡本太郎 - 昭和49年（1974年）12月13日、姉妹村のサン・アントンから寄贈されたブロンズ像を村内のスキー場に建立する際に、岡本がデザインを手掛けた。以来、毎年野沢温泉を訪ねており、平成3年（1991年）5月27日に、野沢温泉村初の名誉村民になった[10]。
- 三星マナミ - 元々は子役タレントとして活動していたが、中学生の時にスキー競技に本格的に取り組む。女子フリースタイルスキー・ハーフパイプの草分けとされ、2014年にはそのハーフパイプでソチ五輪に出場。現役引退後は、村内でスキーショップを経営している[11]。